# Пол Шрејдер
Пол Џозеф Шрејдер (енгл. Paul Joseph Schrader; (/ˈʃreɪdər/) рођен 22. јула 1946. у Гранд Рапидсу) је амерички сценариста, филмски режисер и филмски критичар.
Шрејдер је написао или био сарадник на сценарију за четири филма Мартина Скорсезеа: Таксиста (1976), Разјарени бик (1980), Посљедње Христово искушење (1988) и Између живота и смрти (1999). Писао је и сценарио за филм Сиднија Полака Јакуза (1974) са братом Леонардом Шрејдером. Шрејдер је такође режирао 18 дугометражних филмова, укључујући и његов драмски деби, Плави оковратници (коаутор са својим братом сценаристом, Леонардом Шрејдером), криминалистичку драму У подземљу секса/(Хардкор) (полу аутобиографски филм), римејк класичног хорора Људи мачке (1982), криминалистичка драма Амерички жиголо (1980), биографска драма Мишима: живот у четири поглавља (1985), биографија богате наследнице Пати Херст (1988), култни филм Ноћобдија (1992), драма На ивици разума (1997), биографски филм Ауто Фокус (2002), хорор Истеривач ђавола 5: Власт (2005), еротски драмски трилер Кањони (2013), и драмски трилер Искушеник (2017), који му је донео прву номинацију за Оскара.